# (34854) Paquifrutos
Paquifrutos. Asteroide n.º 34854 de la serie (2001 TP17), descubierto el 13 de octubre de 2001 por Rafael Ferrando desde el Observatorio Astronómico Pla D'Arguines (Segorbe-Castellon).
Asteroide nombrado en honor de Paqui Frutos Frutos (1969), esposa del descubridor, en el reconocimiento del apoyo, paciencia y comprensión, en el trabajo de observación astronómica.